# Herford (stacja kolejowa)
Herford – stacja kolejowa w Herford, w kraju związkowym Nadrenia Północna-Westfalia, w Niemczech. Stacja została otwarta w 1847. Znajdują się tu 4 perony.